# 修文千户所
修文千户所，明朝时设置的千户所。
崇祯三年（1630年）置，治所在今贵州省修文县东北扎佐。属敷勇卫。清朝康熙二十六年（1687年）废。 